# 오이다촌 (도야마현)
오이다촌(老田村)은 도야마현 이미즈군에 있던 촌이다. .

## 역사
- 1889년 4월 1일 - 정촌제 시행에 의해 이미즈군 오이다촌이 성립하였다.
- 1954년 3월 1일 - 네이군 구레하촌, 나가오카촌, 사부에촌과 합병해, 네이군 구레하정이 성립하였다.

## 참고문헌
- 『市町村名変遷辞典』東京堂出版、1990年。